# Wspólnota administracyjna Bopfingen
Wspólnota administracyjna Bopfingen – wspólnota administracyjna (niem. Vereinbarte Verwaltungsgemeinschaft) w Niemczech, w kraju związkowym Badenia-Wirtembergia, w rejencji Stuttgart, w regionie Ostwürttemberg, w powiecie Ostalb. Siedziba wspólnoty znajduje się w mieście Bopfingen, przewodniczącym jej jest Gunter Bühler.
Wspólnota administracyjna zrzesza jedno miasto i dwie gminy wiejskie:
- Bopfingen, miasto, 12 167 mieszkańców, 77,0 km²
- Kirchheim am Ries, 1 915 mieszkańców, 21,05 km²
- Riesbürg, 2 208 mieszkańców, 17,96 km²